# Ludwig Friedrich al II-lea, Prinț de Schwarzburg-Rudolstadt
Ludwig Friedrich al II-lea, Prinț de Schwarzburg-Rudolstadt (9 august 1767 – 28 aprilie 1807) a fost Prinț suveran de Schwarzburg-Rudolstadt din 1793 până la moartea sa.
El s-a căsătorit în 1791 cu Prințesa Caroline de Hesse-Homburg (1771–1854), fiica lui Frederic al V-lea, Landgraf de Hesse-Homburg. Cuplul a avut cinci copii: 
- Friedrich Günther, Prinț de Schwarzburg-Rudolstadt (6 noiembrie 1793 - 28 iunie 1867); s-a căsătorit prima dată cu Prințesa Auguste de Anhalt-Dessau; au avut copii. A doua oară s-a căsătorit cu contesa Helene de Reina; au avut copii. A treia oară s-a căsătorit cu Marie Schultze
- Thekla de Schwarzburg-Rudolstadt (23 februarie 1795 - 4 ianuarie 1861); s-a căsătorit cu Otto Victor, Prinț de Schönburg-Waldenburg; au avut copii
- Caroline de Schwarzburg-Rudolstadt (7 noiembrie 1796 - 18 decembrie 1796); a murit la mai puțin de două luni
- Albert, Prinț de Schwarzburg-Rudolstadt (30 aprilie 1798 - 26 noiembrie 1869); s-a căsătorit cu Prințesa Augusta de Solms-Braunfels
- Rudolph de Schwarzburg-Rudolstadt (23 iunie 1801 - 21 iulie 1818); a murit necăsătorit